# Luna–11
A Luna–11 (E-6LF-101) (oroszul: Hold) második generációs szovjet holdautomata, a Luna-program része. A Hold második mesterséges holdja lett.

## Küldetés
Tervezett feladata a Hold megközelítése – körpályára állás, felületének fényképezése és a Hold körüli térség kutatása. Repülés közben a kozmikus sugárzás, a napszél, a mikrometeoritok, az interplanetáris anyag és a Hold mágneses terének vizsgálata.

## Jellemzői
Építette és üzemeltette az OKB–1 (oroszul: Особое конструкторское бюро №1,- ОКБ-1), később Lavocskin-tervezőiroda.
1966. augusztus 24-én a bajkonuri indítóbázisról, egy háromlépcsős, párhuzamos elrendezésű Molnyija hordozórakétával (8K78) állították Föld körüli pályára. Az orbitális egység pályája 88,12 perces, 51,86 fokos hajlásszögű, az elliptikus pálya adatai: perigeuma 177 kilométer, apogeuma 190 kilométer volt. Az utolsó fokozat hajtóművének újraindításával segítették elérni a szökési sebességet. Három ponton stabilizált (Föld-, Hold- és Nap-központú) űreszköz. Hasznos tömege 1640 kilogramm. Augusztus 26-án pályakorrekciót hajtottak végre a hideggáz-fúvókák segítségével. Teljesen megegyezett a Luna–10 űrszondával.
Felépítése: szállító- valamint fékezőegység, vezérlőegység, csillagérzékelő (tájolás), orientációs gáztartály és hideggáz-fúvókák, kormányhajtóművek; fékezőegység, üzemanyagtartályok és fékező hajtómű. Az önálló holdszputnyik belsejében rádiórendszer (adó-vevő), vezérmű, áramforrások, hőszabályzó, antennák; felületén plazmadetektor, radiométer, szcintillációs gamma-spektrométer, magnetométer, rádiócsillagászati eszköz. Áramellátását vegyi akkumulátorok biztosították.
Az augusztus 27-én végrehajtott fékezést követően 20 másodperccel levált az önálló holdszputnyik, Hold körüli pályára állt. Keringési ideje 2 óra 50 perc volt. A Hold körüli pályaadatai: 27 fokos hajlásszög, periszelénium (a Holdhoz legközelebb eső pontja, első keringésnél: 160 kilométer) és az aposzelénium (a Holdtól legtávolabb eső pontja, első keringésnél 1200 kilométer). Az alapkutatáson túli feladata további adatgyűjtés a Holdra történő sima leszállás megvalósításához.
Két hónapon keresztül működött, 227 Hold körüli fordulat alatt 137 rádiókapcsolatot létesített. 39 napos élettartamot követően, az akkumulátorok kimerülése miatt az utolsó kapcsolat október 1-jén volt.

## Külső hivatkozások
- Luna–11. zarya.info. [2022. július 1-i dátummal az eredetiből archiválva]. (Hozzáférés: 2013. január 18.) (Internet Archive)
- Luna–11. astronautix.com. (Hozzáférés: 2013. január 18.)
- Luna-11. skyrocket.de. (Hozzáférés: 2013. január 18.)
- Luna-11. ib.cas.cz. [2013. október 13-i dátummal az eredetiből archiválva]. (Hozzáférés: 2013. január 18.)

| Elődje: Koszmosz–10 | Luna-program 1963–1968 | Utódja: Luna–12 |